# Sivica
Sivica (madž.: Muraszilvágy) je obmejno medžimursko naselje na Hrvaškem, ki upravno spada pod občino Podturen, ki je del Medžimurske županije.
Obcestno naselje se razteza ob lokalni cesti, ki povezuje Čakovec in Podturen. Od Čakovca je Sivica oddaljena okoli 9 km, od občinskega središča Podturen pa 4 km. V okolici naselja so povečini njive in druga kmetijska zemljišča, ter ponekod gozdovi.
Sosednje vasi so Celine, Gornji Kraljevec in Novo Selo Rok.

## Demografija
| Pregled števila prebivalcev po letih | Pregled števila prebivalcev po letih | Pregled števila prebivalcev po letih | Pregled števila prebivalcev po letih | Pregled števila prebivalcev po letih | Pregled števila prebivalcev po letih | Pregled števila prebivalcev po letih | Pregled števila prebivalcev po letih | Pregled števila prebivalcev po letih | Pregled števila prebivalcev po letih | Pregled števila prebivalcev po letih | Pregled števila prebivalcev po letih | Pregled števila prebivalcev po letih | Pregled števila prebivalcev po letih | Pregled števila prebivalcev po letih |
| ------------------------------------ | ------------------------------------ | ------------------------------------ | ------------------------------------ | ------------------------------------ | ------------------------------------ | ------------------------------------ | ------------------------------------ | ------------------------------------ | ------------------------------------ | ------------------------------------ | ------------------------------------ | ------------------------------------ | ------------------------------------ | ------------------------------------ |
| 1857                                 | 1869                                 | 1880                                 | 1890                                 | 1900                                 | 1910                                 | 1921                                 | 1931                                 | 1948                                 | 1953                                 | 1961                                 | 1971                                 | 1981                                 | 1991                                 | 2001                                 |
| 289                                  | 367                                  | 402                                  | 468                                  | 460                                  | 591                                  | 705                                  | 821                                  | 1046                                 | 1096                                 | 1088                                 | 1150                                 | 1032                                 | 987                                  | 743                                  |